# 大溪里 (宜蘭縣)
24°56′18.1″N 121°53′23.4″E / 24.938361°N 121.889833°E

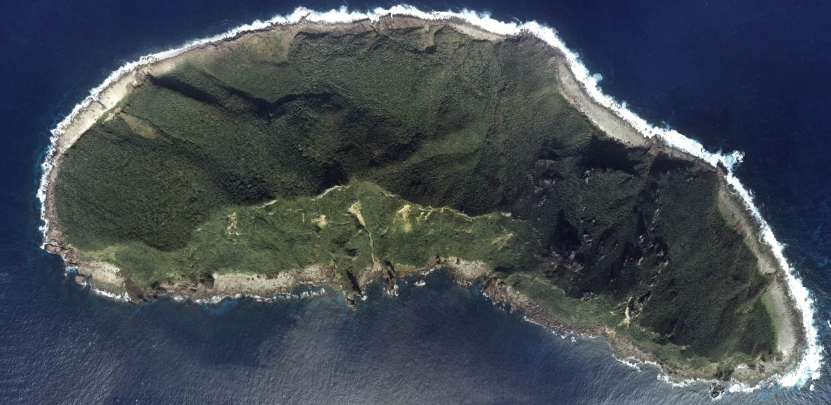
釣魚臺，釣魚臺列嶼主島，中華民國政府將其行政管轄隸屬於大溪里。

大溪里，位於臺灣宜蘭縣頭城鎮北方，下轄8鄰。東鄰太平洋，自東北方逆時針分別與龜山里、大里里、新北市貢寮區吉林里、雙溪區泰平里、同鎮更新里、合興里接壤。大溪里下轄土地除了位於頭城鎮的本土之外，還包含釣魚臺列嶼。

## 名由
大溪里內的主要河川是大溪川，是自臺灣東北角進入宜蘭之後，所經的第一長河。本里因位於其河谷地帶而得名。

## 歷史
大溪里於清代屬於大溪庄，日治初期，臺灣總督府於明治三十三年（1900年）劃分行政區，將大溪庄分為大溪、內大溪、罟寮、橋板湖四庄，次年（1901年）重新劃分，將四庄併為大溪庄。大正九年（1920年）將大溪庄改為大字，下轄外大溪、內大溪、合興（由罟寮、橋板湖二庄合併）三小字。戰後，中華民國政府將大溪、內大溪合併為大溪里，由罟寮、橋板湖合併的合興為合興里。民國44年（1955年）年間大陳島軍民撤退來臺，於民國45年（1956年）安排至本里忠孝新村落腳。民國67年（1978年）原龜山島居民遷村至此，建仁澤社區安置島民，龜山里併入大溪里。
民國86年（1997年）10月21日仁澤社區的龜山島移民，至鎮民代表會情請願要求將仁澤社區自大溪里劃出，恢復原「龜山里」行政區，或更名為「龜山新村」。民國90年（2001年）7月1日將大溪里九至十二鄰劃出，恢復龜山里之行政區劃。

## 地理
大溪里位於頭城鎮北方，東臨太平洋，東北與龜山里、大里里接壤，北面新北市貢寮區吉林里，西接新北市雙溪區泰平里，南與更新里、合興里為界。里內最高點為與合興里為界的窖寮山（737公尺），最長河川為大溪川（8.00公里）。

## 交通

### 公路
- 臺二線（124.449k），北部濱海公路，為大溪里主要連外幹道[7]。
- 宜一線，是宜蘭少數進入深山的鄉道，全線在大溪里轄區內[7]。

### 鐵路
- 臺鐵宜蘭線大溪車站（44.8k）[7]；未來北宜新線通車後，北上將會新增雙溪新站。

## 特色

### 漁港

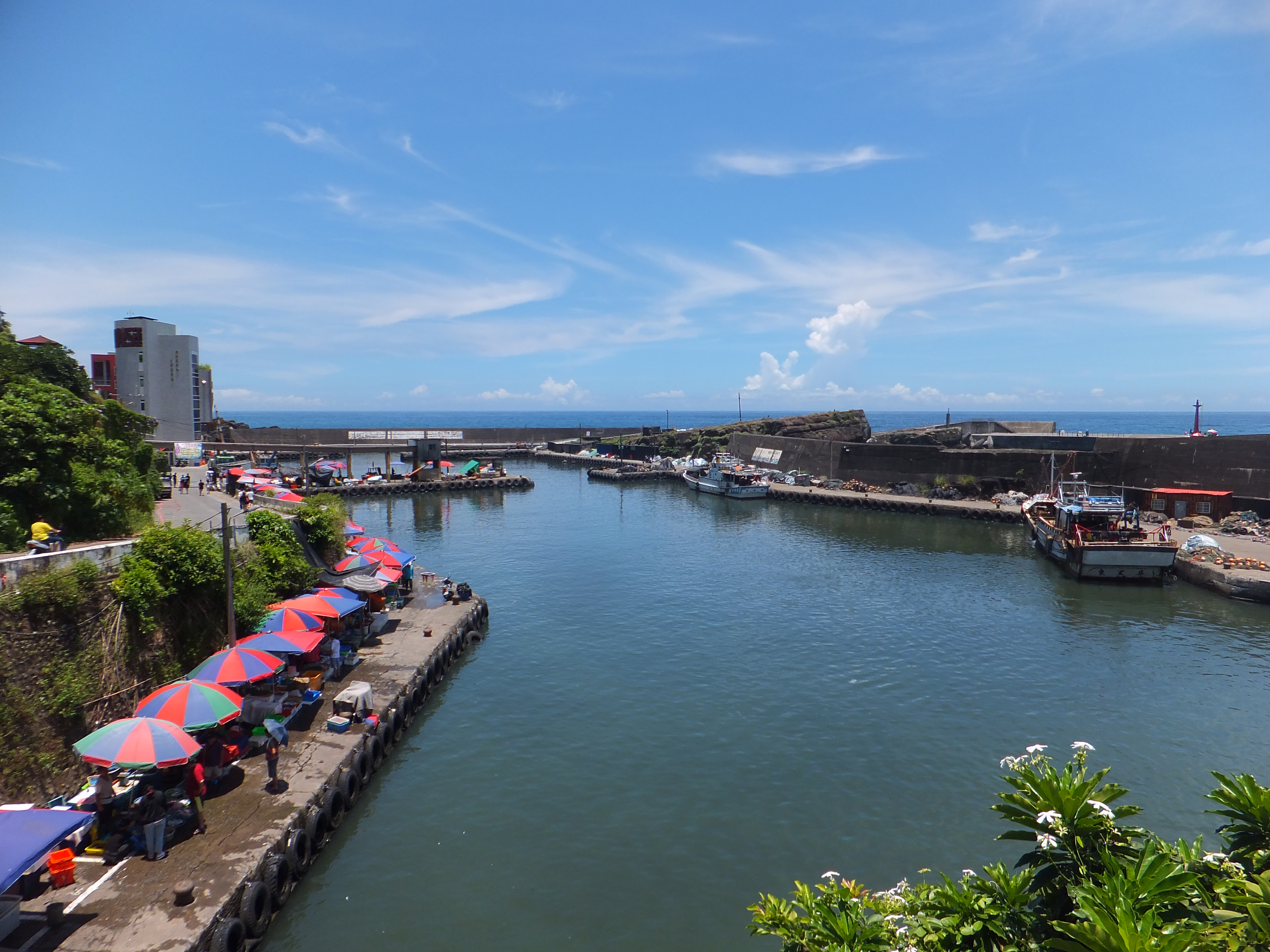
大溪新港。

由於沿海有天然灣澳，昭和九年（1934年）建有漁港。居民多賴捕魚為生，主要海產有魩仔魚、蝦、紫菜、石花菜等，聚落呈集村景觀。中華民國接管臺灣後，由於港口年久失修，漁船難以停泊，政府乃於民國42～44年（1953～55年）重新重整修、疏濬；民國60年（1971年），大溪第二漁港（大溪新港）竣工，並於民國64年（1975年）再度擴建，成為頭城鎮最主要的漁港，並設有漁市場。每日下午3點後，漁船陸續進港，市場交易熱絡，假日更成為觀光客流連駐足之地，成為大溪里一大特色。

### 大溪紅酒
日治時期，楊旺樹曾在大溪川畔設酒廠，以泉水生產米酒及紅酒，由烏石港輸出，主要運銷宜蘭三郡、臺北、基隆等地。一時大溪紅酒名聞遐邇，後因臺灣總督府實施專賣制度，宜蘭地區內所有酒廠全為政府收購，成立宜蘭酒廠而廢業。